# Jan Fabricius

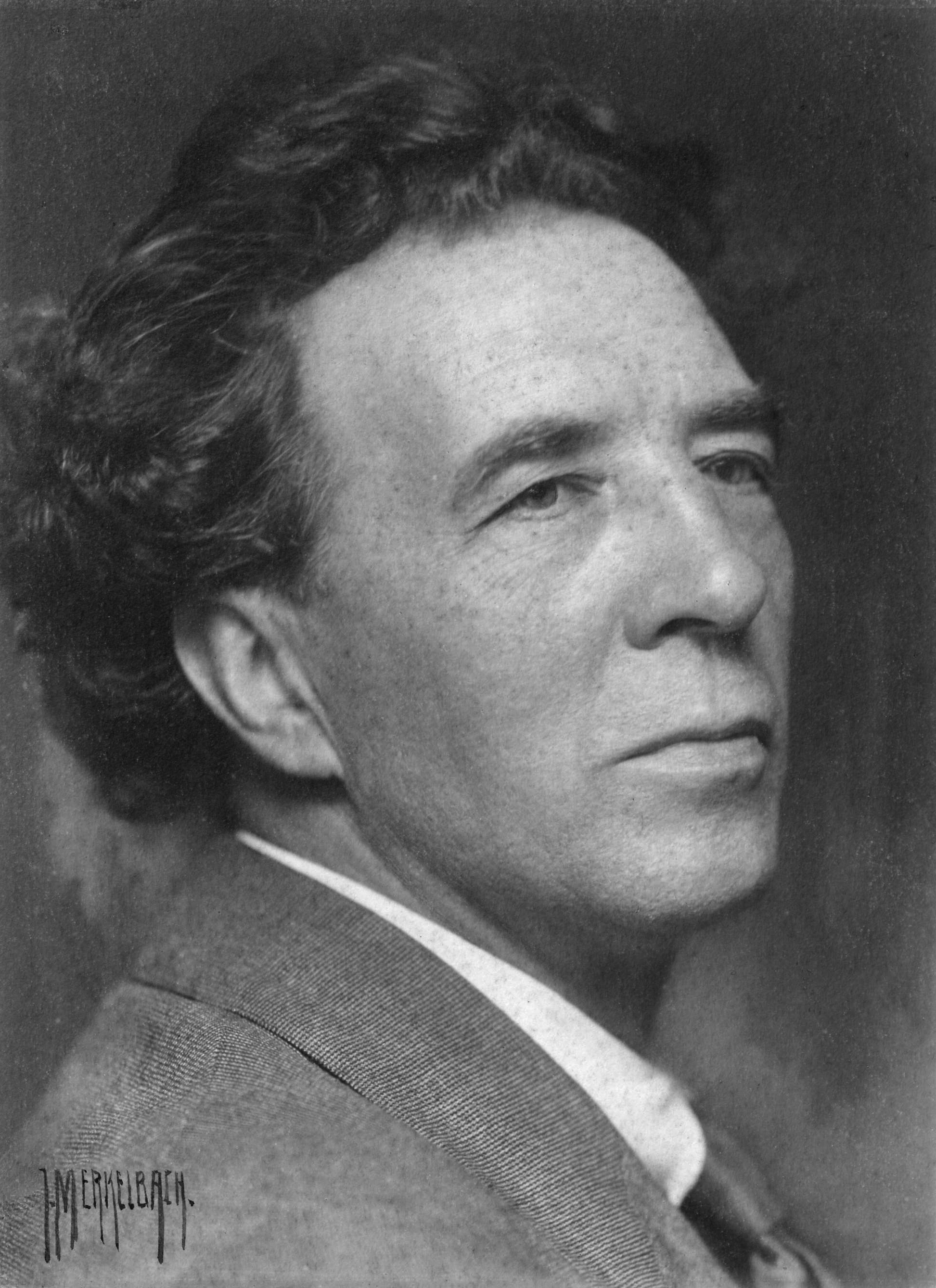
Jan Fabricius (Jacob Merkelbach)

Jan Fabricius (* 30. September 1871 in Assen, Provinz Drenthe Niederlande; † 23. November 1964 in Wimborne, Grafschaft Dorset, England) war ein niederländischer Dramatiker und Journalist.

## Leben
Im Alter von 20 Jahren verließ er seine Heimat und ging als Drucker nach Niederländisch-Ostindien (heute: Indonesien), um seinen Lebensunterhalt zu verdienen. Dort machte er schnell Karriere als Journalist. Nach zehn Jahren zwang ihn eine Lebererkrankung, in die Niederlande zurückzukehren, wo er dann als Chefredakteur für die Wereldkroniek, die Spaarnebode und die Nieuwe Courant arbeitete. Auf Drängen von Frits Bouwmeester, einem früh verstorbenen Bruder des Schauspielers Louis Bouwmeester, schrieb Fabricius seine ersten Dramen: Met de handschoen getrouwd, Eenzaam und De rechte lijn, in denen Indien eine große Rolle spielt.
Seine Stücke wurden hunderte Male aufgeführt. Dennoch zog es ihn im Jahre 1910 nach Batavia, dem heutigen Jakarta, zurück, um dort seine eigene Zeitung zu gründen. Es waren vor allem medizinische Gründe, die ihn erneut veranlassten, nach Europa überzusiedeln, wo er sich in Paris niederließ. Bemerkenswert ist die Tatsache, dass er seine niederländischen Theaterstücke Onder één dak (in Drenthe spielend) und Ynske in westfriesischer Sprache verfasste.
Mit Ausbruch des Ersten Weltkrieges kehrte er in die Niederlande zurück. In den nun folgenden  Jahren erlebte er seine größten Erfolge. Mit den Aufführungen Dolle Hans, Totok en Indo und Nonnie sorgte er für volle Häuser. Mit der Weltwirtschaftskrise  und dem Ausbruch des Zweiten Weltkrieges endete seine Karriere. Er blieb zwar weiter produktiv, aber sein Erfolg verblasste langsam.
Fabricius zog nach England, wo er im November 1964 im Alter von 93 Jahren starb. Sein Sohn Johan Fabricius war ebenfalls ein bekannter Schriftsteller. Beide sind auf dem Friedhof in Noordlaren, einem Ortsteil der Gemeinde Haren begraben.
In seiner Geburtsstadt Assen waren eine Straße und eine Schule nach ihm benannt, die inzwischen abgerissen wurden.
In Deutschland wurden seine Theaterstücke im norddeutschen Raum häufig in niederdeutscher Sprache aufgeführt, u. a. im Hamburger Ohnsorg-Theater, wie beispielsweise im März 1952 Leentje Marten unter der Regie von Hartwig Sievers. Zudem wurden mehrere Stücke seit 1925 als Hörspiele produziert.
Bei der ARD-Hörspieldatenbank ist auf der Seite zum Hörspiel Leentje Marten von 1962 u. a. folgendes zu lesen:
Die Schauspiele des Holländers Jan Fabricius haben die Spielpläne der Niederdeutschen Bühnen um viele Erfolgsstücke bereichert. Milieuähnlichkeiten und Übereinstimmungen in der Denk- und Sprechweise seiner Bühnengestalten sind überall im niederdeutschen Gebiet anzutreffen.

## Werke (Auswahl)
- Anne de Vries & Jan Fabricius: De ring van de profeet. 2e druk. Nijkerk, Callenbach, 1981. ISBN 90-266-2708-4 (1e druk 1952)
- Jan Fabricius: Jeugdherinneringen van een Asser jongen. 2e druk, met een biografische schets van Ben van Eysselsteijn. Assen, Van Gorcum, 1959. (1e druk 1946)
- Jan Fabricius: Onder één dak. Theaterstück in drei Akten. 9e druk. Antwerpen, Janssens, 1948. (1e druk 1915)
- Jan Fabricius & H. Nijdam: Marieken van Orvelterveen. Vrij bewerkt naar de Drentsche sage van Ellert en Brammert. Landsspel. Assen, Van Gorcum, 1930.
- Jan Fabricius: Eenzaam. Drama in drei Akten. Antwerpen, L.J. Janssens, 1907.

## Filmografie
- 1958  Cesare – Regie: Willy van Hemert – Fernsehfilm (NL)
- 1965: Onder één dak – Regie: Luc Philips – Fernsehfilm (NL)
- 1967: Onder één dak – Regie: Willy van Hemert – Fernsehfilm (NL)

## Hörspiele
- 1925: Ünner een Dakk. Speel in dree Uptöög – Regie und Sprecher: Richard Ohnsorg, mit Willi Scholz, Hans Langmaack, Magda Bäumken, Alice Heitmann u. a. (NORAG)
- 1926: Ünner een Dack. Speel in dree Uptöög – Regie: Nicht angegeben, mit Otto Mensing, Hermann Menschel, Willy Martini, Frieda Panzert, Helly Glawe u. a. (NORAG)
- 1928: Inske. Speel in dree Uptöög – Regie: Nicht angegeben, mit Aline Bußmann, Bruno Wolberts, Käte Alving, Hans Langmaack und Richard Ohnsorg. (NORAG)
- 1928: Ländlicher Walzer. Einakter – Regie: Nicht angegeben, mit Ludwig Max und Martha Hachmann-Zipser (NORAG)
- 1929: Hein Ruku. Volksspeel in dree Uptöög – Regie: N. N., mit Bruno Wolberts, Liesel Pockrandt, Rudolf Beiswanger, Ada Hamer, Käte Alving  u. a. (NORAG)
- 1930: Inske. Speel in dree Uptöög – Regie: Nicht angegeben, mit Aline Bußmann, Bruno Wolberts, Lisel Pockrandt, Käte Alving, Hans Langmaack und Richard Ohnsorg. (NORAG)
- 1951: Avendroot. Eine besinnliche Szene – Regie: Hans Freundt, mit Otto Lüthje und Alma Auler (NWDR Hamburg)
- 1951: Ünner een Dack. Speel in dree Optöög – Regie: Hans Freundt, mit Hans Mahler, Rudolf Beiswanger, Otto Lüthje, Erna Raupach-Petersen (NWDR Hamburg)
- 1956: Moder Maree – Bearbeitung und Regie: Eberhard Freudenberg, mit Erika Rumsfeld, Ivo Braak, Jochen Schenck, Walter A. Kreye u. a. (RB)
- 1956: De diamanten Brosch – Regie: Hans Tügel, mit Ruth Bunkenburg, Ruth Westerholt, Alma Auler, Aline Bußmann u. a. (RB)
- 1962: Leentje Marten. Niederdeutsches Hörspiel – Regie: Heinz Lanker, mit Aline Bußmann, Hartwig Sievers, Heini Kaufeld, Hilde Sicks, Ernst Grabbe u. a. (NDR)
- 1965: Inske. Niederdeutsches Hörspiel nach dem gleichnamigen Bühnenstück – Regie: Jutta Zech; Friedrich Schütter, mit Roswitha Steffen, Karl-Heinz Kreienbaum, Edgar Bessen, Ingeborg Walther u. a. (NDR)
- 1965: De Dörpdokter – Regie: Rudolf Beiswanger, mit Hartwig Sievers, Heidi Kabel, Jochen Schenck, Uwe Friedrichsen, Christa Wehling u. a. (NDR)
- 1966: Hein Ruku. Niederländisches Volksspiel in der plattdeutschen Funkfassung von Hermann Quistorf – Redaktion und Regie: Rudolf Beiswanger; Jutta Zech, mit Jochen Schenck, Ilona Schütze, Uwe Friedrichsen, Erna Raupach-Petersen, Christa Wehling, Otto Lüthje; Ludwig Haas u. a. (NDR)

Quelle: ARD-Hörspieldatenbank

## Publikationen zu Jan Fabricius
- Jan Fabricius. De man en zijn werk.  Mit einem Vorwort von Johan Fabricius und inl.  Jan Spierdijk.  Assen, Van Gorcum, 1971. (Keine ISBN)
- Karel Loos: Jan Fabricius en zijne werken. Een dramaturgische studie. Antwerpen, L.J. Janssens, 1923.